# Viúva Negra (Marvel Comics)
Viúva Negra é o nome de várias personagens fictícias que aparecem nos quadrinhos norte-americanos publicados pela Marvel Comics. A maioria dessas versões existe no principal universo compartilhado da editora, conhecido como Universo Marvel.

## Claire Voyant
Claire Voyant é a primeira protagonista feminina trajada e superpoderosa dos quadrinhos. Criada pelo escritor George Kapitan e pelo artista Harry Sahle, ela apareceu pela primeira vez em Mystic Comics #4 (agosto de 1940). Ela mata malfeitores para entregar suas almas a Satanás, seu mestre. A personagem não tem relação com as super-heroínas posteriores da Marvel Comics que assumiram o codinome.

## Natasha Romanoff
Natasha Romanoff é a primeira personagem a assumir o codinome Viúva Negra na Marvel Comics moderna. Ela foi criada pelo editor e escritor, Stan Lee, pelo roteirista Don Rico e pelo artista Don Heck, e apareceu pela primeira vez em Tales of Suspense #52 (abril de 1964). A personagem foi associada a várias equipes de super-heróis no Universo Marvel, incluindo os Vingadores, os Defensores, os Campeões, a S.H.I.E.L.D. e os Thunderbolts. Ela apareceu em muitas outras formas de mídia, incluindo os principais filmes como Iron Man 2, The Avengers, Captain America: The Winter Soldier, Avengers: Age of Ultron, Captain America: Civil War, Avengers: Infinity War, Avengers: Endgame e Black Widow, onde foi interpretada por Scarlett Johansson.

## Yelena Belova
Yelena Belova é a segunda personagem a assumir o codinome Viúva Negra nos quadrinhos modernos, que estreou brevemente em Inhumans #5 (março de 1999), e foi totalmente apresentada na minissérie Black Widow, do selo Marvel Knights, de 1999. Uma segunda minissérie, também intitulada Black Widow e apresentando Natasha Romanoff e Demolidor, foi lançada em 2001. No ano seguinte, ela fez uma participação solo em sua própria minissérie de três edições intitulada Black Widow: Pale Little Spider sob o selo Marvel MAX para o público adulto. Este arco de história de junho a agosto de 2002, do escritor Greg Rucka e do artista Igor Kordey, foi um flashback da história dela ser a segunda Viúva Negra moderna, em eventos anteriores à sua aparição em Inhumans. Florence Pugh interpreta Yelena no filme Black Widow, na minissérie do Disney+, Hawkeye, no filme Thunderbolts*, e reprisará o papel em Avengers: Doomsday (2026).

## Versões do universo alternativo

### Monica Chang
Monica Chang-Fury é a segunda personagem a usar o codinome Viúva Negra na continuidade Ultimate Marvel, estreando em Ultimate Comics: Avengers #3.

### Jessica Drew
A versão Ultimate de Jessica Drew é uma mulher Clone-Aranha que usa o pseudônimo de Viúva Negra.

### Viúva Negra 2099
A versão futurista de 2099 da Viúva Negra é uma mulher afro-americana chamada Tania. Ela opera como parte dos Vingadores 2099 a pedido da corporação Alchemax. Assim como as aranhas viúvas negras, ela literalmente come seus companheiros depois de fazer sexo com eles.

## Em outras mídias
- A série Agent Carter apresenta Dottie Underwood (Bridget Regan), uma precursora da Viúva Negra de 1946 e uma agente do Leviatã.[19]
- Uma personagem vagamente inspirada na Viúva Negra 2099 chamada Layla aparece no episódio "Into the Future" de Avengers Assemble, dublada por Jennifer Hale.[20][21]
- Em Black Widow, Rachel Weisz interpreta Melina Vostokoff, uma espiã experiente treinada na "Sala Vermelha" como uma Viúva Negra e uma figura materna para Natasha e Yelena, que depois se torna uma das principais cientistas da "Sala Vermelha".[22]
- Em Black Widow e Shang-Chi and the Legend of the Ten Rings (2021), é apresentada uma Viúva Negra chamada Helen (Jade Xu).[23]
- Na série Hawkeye (2021), Yelena vai atrás de uma antiga Viúva Negra chamada Ana (Annie Hamilton), que após fugir da Sala Vermelha se tornou uma assassina de aluguel.[24][25]
- No filme Captain America: Brave New World, Ruth Bat-Seraph (Shira Haas) é uma ex-viúva negra.[26]